# Тернівська сільська рада (Бахчисарайський район)
Терні́вська сільська́ ра́да (крим. Şüli köy şurası) — адміністративно-територіальна одиниця та орган місцевого самоврядування у складі Бахчисарайського району Автономної Республіки Крим. Адміністративний центр — село Тернівка.

## Загальні відомості
- Населення ради: 2 747 осіб (станом на 2001 рік)

## Населені пункти
Сільській раді підпорядковані населені пункти:
- с. Тернівка
- с. Рідне

## Склад ради
Рада складається з 16 депутатів та голови.
- Голова ради: Дундук Сергій Васильович
- Секретар ради: Тіпцова Нелля Семенівна

### Керівний склад попередніх скликань
| Прізвище, ім'я, по батькові | Основні відомості                                                         | Дата обрання | Дата звільнення |
| --------------------------- | ------------------------------------------------------------------------- | ------------ | --------------- |
| Дундук Сергій Васильович    | Сільський голова, 1961 року народження, освіта вища, член Партії регіонів | 26.03.2006   | 31.10.2010      |
| Дундук Сергій Васильович    | Сільський голова, 1961 року народження, освіта вища, член Партії регіонів | 31.10.2010   |                 |

Примітка: таблиця складена за даними сайту Верховної Ради України

### Депутати
За результатами місцевих виборів 2010 року депутатами ради стали:

#### За суб'єктами висування
| Суб'єкт висування                 | Кількість обраних депутатів | %    |
| --------------------------------- | --------------------------- | ---- |
| Народна партія                    | 6                           | 37,5 |
| Партія регіонів                   | 4                           | 25   |
| Комуністична партія України       | 2                           | 12,5 |
| Народно-демократична партія (НДП) | 2                           | 12,5 |
| Політична партія «Сильна Україна» | 1                           | 6,3  |
| Самовисування                     | 1                           | 6,3  |

#### За округами
| № округу                          | Прізвище, ім'я, по батькові   | Дата визнання обраним | Освіта  | Партійна приналежність                          | Відомості про обраного депутата                              |
| --------------------------------- | ----------------------------- | --------------------- | ------- | ----------------------------------------------- | ------------------------------------------------------------ |
| Комуністична партія України       |                               |                       |         |                                                 |                                                              |
| 2                                 | Стоцький Микола Костянтинович | 03.11.2010            | вища    | член Комуністичної партії України               | Газорозподільна станція, черговий оператор                   |
| 11                                | Потапов Володимир Петрович    | 03.11.2010            | вища    | член Комуністичної партії України               | пенсіонер                                                    |
| Народна Партія                    |                               |                       |         |                                                 |                                                              |
| 1                                 | Мамутдінов Енвер Талятович    | 03.11.2010            | вища    | позапартійний                                   | Мусульманська релегійна община «Азіз», голова                |
| 10                                | Шафран Василь Іванович        | 03.11.2010            | вища    | позапартійний                                   | Тернівське лісництво Севастопольського лісгоспу, лісничий    |
| 12                                | Строєв Сергій Володимирович   | 03.11.2010            | вища    | позапартійний                                   | Тернівська амбулаторія міської лікарні № 9, дільничний лікар |
| 13                                | Яремчук Сергій Степанович     | 03.11.2010            | вища    | позапартійний                                   | КПС «Пам'ять Леніна», голова правління                       |
| 14                                | Сулейманов Талят Сейдаметович | 03.11.2010            | вища    | позапартійний                                   | Ревізійна комісія Курултая, член ревізійної комісії          |
| 16                                | Гасюк Костянтин Володимирович | 03.11.2010            | вища    | позапартійний                                   | ТОВ «Созідатель», головний енергетік                         |
| Народно-демократична партія (НДП) |                               |                       |         |                                                 |                                                              |
| 5                                 | Прокопенко Микола Юрійович    | 03.11.2010            | вища    | позапартійний                                   | ССВК «Горний», голова                                        |
| 6                                 | Лунгу Галина Яківна           | 03.11.2010            | вища    | позапартійна                                    | пенсіонер                                                    |
| Партія регіонів                   |                               |                       |         |                                                 |                                                              |
| 3                                 | Пеліх Тетяна Миколаївна       | 03.11.2010            | вища    | член Партії регіонів                            | ПП «Полякова», продавець                                     |
| 4                                 | Цикова Наталія Миколаївна     | 03.11.2010            | середня | член Партії регіонів                            | загальноосвітня школа № 59, секретарь                        |
| 7                                 | Тіпцова Нелля Семенівна       | 03.11.2010            | вища    | член Партії регіонів                            | Тернівська сільська рада, секретар                           |
| 8                                 | Рубанова Тетяна Олександрівна | 03.11.2010            | вища    | член Партії регіонів                            | Тернівська сільська рада, керуюча справами                   |
| Політична партія «Сильна Україна» |                               |                       |         |                                                 |                                                              |
| 15                                | Шевченко Катерина Миколаївна  | 03.11.2010            | середня | позапартійна                                    | тимчасово не працює                                          |
| Самовисування                     |                               |                       |         |                                                 |                                                              |
| 9                                 | Плотніков Микола Олексійович  | 03.11.2010            | середня | член Прогресивної соціалістичної партії України | в/ч 13189 РФ                                                 |